# Forbidden Siren
Forbidden Siren is een horror- en survivalspel gemaakt door Sony Computer Entertainment. Het verscheen in 2003 voor de PlayStation 2. In de VS werd het uitgebracht onder de titel Siren.

## Verhaal
Het verhaal speelt zich af in het Japanse dorpje Hanuda. Er wordt een rituele ceremonie uitgevoerd, waarna de zeeën bloedrood worden. Mensen die met het duivelse vocht in aanraking komen, veranderen in shibitos (zombies). Ze zijn eropuit normale mensen te vermoorden.
Er zijn tien mensen die nog in normale staat zijn. Zij zullen uit Hanuda moeten ontsnappen. Het bijzondere is dat ze een gave hebben, 'sightjacking' genoemd. Daarmee kunnen ze door de ogen van de shibitos kijken.